# Sackville (New Brunswick)
Sackville is een plaats (town) in de Canadese provincie New Brunswick en telt 5411 inwoners (2006). De oppervlakte bedraagt 74,32 km².